# Håkan Hellström
Håkan Hellström (PRONÚNCIA APROXIMADA hôcan hel-strêm; Västra Frölunda, Gotemburgo, 2 de abril de 1974) é um cantor e compositor sueco de música pop, Indie pop e rock.

Teve um grande sucesso em 2000 com a canção ”Känn ingen sorg för mig Göteborg”.

Recebeu o prémio ”Gotemburguês do ano” em 2001.